# Cerynea kühni
Cerynea kühni là một loài bướm đêm trong họ Erebidae.